# Adam Berner
Adam Alexander Berner, född den 25 januari 1987 i Ivetofta i Bromölla kommun, är en svensk fotbollsspelare som spelar för Glimåkra IF. Han har tidigare spelat för Mjällby AIF och Kristianstad FC.

## Karriär
Berner startade sin karriär i Ifö/Bromölla innan han som 15-åring lämnade för Mjällby. Två år senare var han tillbaka i sin moderklubb för att spela seniorfotboll och 2006, som 19-åring, skrev han på för Mjällby i Superettan. Han var med när Mjällby gick upp till Fotbollsallsvenskan 2010.
I december 2012 blev Berner skadad i en bilolycka. Då skadan var av så allvarlig natur valde Mjällby att inte förlänga kontraktet med Berner förrän man visste om han skulle komma att kunna spela fotboll över huvud taget.
Efter ett år utan spel 2013 skrev Berner inför säsongen 2014 på ett treårskontrakt med Kristianstads FF. Inför säsongen 2018 gick Berner till division 5-klubben Glimåkra IF. Han spelade 15 matcher och gjorde sex mål under säsongen 2018. Säsongen 2019 spelade Berner 17 matcher och gjorde ett mål.